# Reuss Endre
Reuss Endre (Budapest, 1900. július 1. – Budapest, 1968. május 10.) magyar gépészmérnök, egyetemi tanár, dékán (1955–1957) a műszaki tudományok doktora (1952), „Reuss-Prandtl-elméletet” feltalálója.

## Életpályája
Reuss Jenő (1867–1941) gépészmérnök és Schulek Mária Márta (1876–1964) fiaként született. Nagyapja Schulek Frigyes építész. Középiskolai tanulmányait a Budapesti II. Kerületi Állami Főreáliskolában (ma Toldy Ferenc Gimnázium) végezte, ahol 1918-ban érettségi vizsgát tett. Ugyanebben az évben matematikai pályázatát Eötvös Loránd-díjjal jutalmazták. Oklevelét 1922-ben kapta a Magyar Királyi József Műegyetemen, ezután két évig a Műszaki Mechanikai Tanszéken volt tanársegéd, közben matematikát oktatott a Magyar Királyi Honvéd Ludovika Akadémián, 1924-től 1950-ig a Fővárosi Gázműveknél mérnök, majd műszaki tanácsos. 1950–53-ban a Vegyiműveket Tervező Nemzeti Vállalat tervezési osztályát vezette, 1953-tól haláláig a Budapesti Műszaki és Gazdaságtudományi Egyetem Műszaki Mechanikai Tanszékén egyetemi tanár. 1955–57-ben a Gépészmérnöki Kar dékánja volt. A kontinuumtechnika problémaköréből a Zeitschrift für angewandte Mathematik und Mechanik c. folyóiratban 1930-ban megjelent tanulmánysorozatát a szakirodalom mint „Reuss-Prandtl-elméletet” tartja számon. Későbbi kutatási terveinek megvalósítását váratlan halála megakadályozta. Az International Union of Theoretical and Applied Mechanics (IUTAM) m. nemzeti bizottságának elnöke, az MTA Elméleti Mechanikai Bizottságának alelnöke volt.

## Fontosabb munkái
- Berechnung der Fliessgrenze von Mischkristallen auf Grund der Plastizitätsbedingung von Einkristallen (Zeitschrift für angewandte Mathematik und Mechanik, 1930)
- Fliesspotential oder Gleitebenen (Zeitschrift für angewandte Mathematik und Mechanik, 1932)
- Über Lüders-Hartmannsche Linien (Zeitschrift für angewandte Mathematik und Mechanik, 1938)
- Die Stoffgleichung hochviskoser Flüssigkeiten und ihre Anwendung auf den Ultraschall (Acta Technica, 1953)
- Theoretische Untersuchung der inneren Spannungskonzentrationen (Acta Technica, 1961)
- A képlékenységtan módszerei (Budapest, 1962).